# ナーダイ・イシュトヴァーン
ナーダイ・イシュトヴァーン（Náday István；1888年6月20日 - 1954年6月30日）は、オーストリア＝ハンガリー帝国陸軍（en）、ハンガリー王国の軍人。第二次世界大戦間における陸軍第一軍（en）司令官。最終階級は中将。現在のスロヴァキア西部ミハロブツェ（en）出身。

## 経歴
1908年、ルドヴィカ士官学校（en）を卒業し、第一次世界大戦に従軍。オーストリア＝ハンガリー帝国崩壊後、ハンガリー評議会共和国軍に転属し、ハンガリー・ルーマニア戦争に参加。1926年の士官学校教官を経て、1930年～1931年、国防省第6局第4班長。1931年から第一旅団長。1938年、国防省第2（人事）局長に任命。1939年～1940年、参謀次長。
1940年～1941年、参謀本部作戦局長となり、対ユーゴスラビア・対ソ戦の作戦計画立案に参加した。1941年～1942年、国防省軍事連絡局長。親英的な立場を取り、ドイツとの接近に反対していた。1942年8月、第1軍司令官に任命。1944年3月、第1軍（第16、第20、第24、第25歩兵師団、第27軽歩兵師団、第2機械化師団、2個山岳歩兵旅団）は、戦闘に投入された。同年4月、ラカトシュ・ゲーザ将軍と交代。ハンガリーの戦線離脱の可能性について、西側連合国との交渉に参加したが、決裂した。
1954年、ハンガリー北部のノーグラード県バラッサジャズマト（en）
にて死去。65歳没。